# Pumilus medullae
Pumilus medullae — вид грибів, що належить до монотипового роду  Pumilus.
Перша згадка про Pumilus medullae була опублікована в 1934 році у Франції. 